# مقاطعات أيرلندا الشمالية
مقاطعات أيرلندا الشمالية هي الوحدة الأساسية للحكومة المحلية لتقسيمات أيرلندا الشمالية منذ إنشاءها في 1921 وحتى عام 1972، حين تم إبطال سلطاتها وتم إستبدالها ب 26 سلطة وحدوية.
إجمالي عدد المقاطعات (بالإيرلندية: كونتاي - Contae) في أيرلندا الشمالية 6 مقاطعات وهي:
* بالإيرلندية: أنترما (Aontroma )  وبالإنجليزية أنترم (Antrim).
* بالإيرلندية: أورد واخا (Ard Mhacha) وبالإنجليزية أرما (Armagh).
* بالإيرلندية: أندوين (An Dúin) وبالإنجليزية داون (Down).
* بالإيرلندية: إير ماناخ (Fhear Manach) وبالإنجليزية فيرمانه (Fermanagh).
* بالإيرلندية: غده (Dhoire) وبالإنجليزية لندنديري (- Londonderry).
* بالإيرلندية: إير أون (Tír Eoghain) وبالإنجليزية تيرون (- Tyrone).
وهي يشكلون ثلثي الإقليم السابق التاريخي أولستر.

## المقاطعات
| المقاطعة                    | المركز                 | أنشئت                  | تعداد السكان (2011) | ملاحظات |
| --------------------------- | ---------------------- | ---------------------- | ------------------- | --- |
| مقاطعة أنترم Antrim         | أنترم Antrim           | بداية القرن الرابع عشر | 618,108             | الحدود الحديثة تشكلت في عام 1605. |
| مقاطعة أرما Armagh          | أرماه Armagh           | 1584                   | 174,792             | |
| مقاطعة داون Down            | داونباتريك Downpatrick | بداية القرن الرابع عشر | 531,665             | الحدود الحديثة تشكلت في عام 1605. |
| مقاطعة فيرمانه Fermanagh    | إنيسكيلن Enniskillen   | 1584                   | 61,170              | بناء على مناطق مغوايرز (Maguires). |
| مقاطعة لندنديري Londonderry | كوليرين Coleraine      | 1613                   | 247,132             | دمج مقاطعة كوليرين (Coleraine), وضواحي لاكنشلون (Loughinsholin) شمال شرق كوليرن و دمج شمال-غرب لندنديري (Londonderry) معها.               |
| مقاطعة تيرون Tyrone         | أوماه Omagh            | 1584                   | 177,986             | بناء على المملكة الإيرلندية إير أون (Tír Eoghain) مع جزءها الشمال غربي (ضاحية لاكنشلون Loughinsholin) والتي دمجت مع لندنديري في عام 1613. |

## تاريخ المقاطعات
الإدارة الإنجليزية في إيرلندا في السنين التي تبعت الغزو الأنجلو-نورمان لإيرلندا أنشأت مقاطعات كوحدة تقسيم إدارية رئيسية في الإقليم الإيرلندي من القرن الثالث عشر إلى القرن السابع عشر.  ، ومع ذلك عدد وشكل المقاطعات التي بنيت عليها المقاطعات الحالية لم يتم تحديده حتى هروب الإيلرات (مفردها إيلر وهو لقب يطلق على النبلاء) لتتشكل أولستر منذ عام 1604.
مع أن المقاطعات الحالية لأيرلندا الشمالية لم تظهر الا في القرن السادس عشر إلا أن بعضها كان موجود بشكل أو أخر مع تغير في حدودها. كل مقاطعة لها بلدة مرتبطة بها ولها محكمة حي خاصة بها ومحكمة مدنية للجنايات.

### أصولها
مقاطعتي أنتوم وداون تمد جذورهما إلى إلستر الأيلرية النورمانية (Norman Earldom of Ulster) في القرون الوسطى والتي كانت بناء على حملة اليوليد (Ulaid) للملك جون دي كورسي (John de Courcy). بين القرنين الثالث عشر والرابع عشر تم تنظيمها لتصبح ريف إداري (administrative shires) مثل أنترم (Antrim) وكاريكفرجس (Carrickfergus) ونيوتاوناردز(Newtownards).
غزو بروس (Bruce invasion) عام 1315 إلى 1318 شهد الدمار لأولشر الإيلرية (الإيلرية نظام حكم مشابة للملكية ولكن تحكم بواسطة إيلر بدلاً من ملك) ودمر مليكتها اللوردية على ضواحيها الغيلية. ومع مقتل إيلر دي بورغ (de Burgh earl) في عام 1333 وهو آخر إيلر، كنتيجة أزيلت الإيلرية لتتعافى الغيلية (ثقافة إيرلندية وسكوتلندية قديمة) ولم يبقى منها إلا مناطق في كاريكفرجس وجيوب ساحلية في داون.
ولم تضاف إلى إيلشر أي مقاطعات جديدة حتى فترة حكم الملكة إليزابيث الأولى والذي كان يستند إلى حد كبير على حدود اللوردية الموجودة أنذاك. في عام 1584 اللورد النائب لإيرلندا (Lord Deputy of Ireland) السير جون بروت (John Perrott) أنشأ المقاطعات التي تعرف حالياً بمقاطعات أيرلندا الشمالية  وهي أرما و كوليرين و فيرمانه و تيرون و كاريكفرجس  وبقيت على هذه الحالة حتى تم دمجها مع مقاطعة أنتوم في عام 1777.

## البارونيات
كل مقاطعة مقسمة إلى ضواحي أو بارونيات (مفردها بارونية وتنسب إلى البارون وبالانجليزية Barony) وهي الآن تعتبر وحدة تقسيم إداري متهالكة مشتقة من النظام القديم للمشيخة الإيرلندية. خلال فترة تحويل وحدات مملكة إيرلندا المحلية إلى بارونيات في أولشر في بداية القرن السابع عشر كجزء من استعمار أولشر (Plantation of Ulster) كانت تستخدم لجني الضرائب والأغراض الإدارية.
البارونيات استخدمت في العديد من السجلات خلال القرن السابع عشر إلى القرن التاسع عشر مثل: المسح المدني ومسح بيتي داون وكتب المسح والتوزيع و كتب التقييم وعوائد التعداد للقرن التاسع عشر. واختيار لجنة المحلفين يتم على اساس الموقع في البارونيات.

## الحكومة والاستخدام المعاصر
استخدمت المقاطعات كوحدات إدارية في الحكومة المحلية تحت قانون الحكومة المحلية لعام 1898 لما عرف اليوم باسم أيرلندا الشمالية وأنشئت وحدتين هما بلفاست (Belfast) بورو مقاطعة ولندنديري (Londonderry)بورو مقاطعة. تم إبطال هذه الوحدتين في أيرلندا الشمالية عام 1972 الذي شهد إنشاء 26 مجلس وحدوي ، العديد منها يقاطع حدود المقاطعة.  

المقاطعات الستة و2 بورو مقطعة استخدمت لأغراض معينة، حتى أنها تشمل إصدار لوحات السيارت. وكذلك أستخدمت في العنوانين البريدية بوساطة البريد الملكي للفرز حتى تم إبطالها في عام 1996.

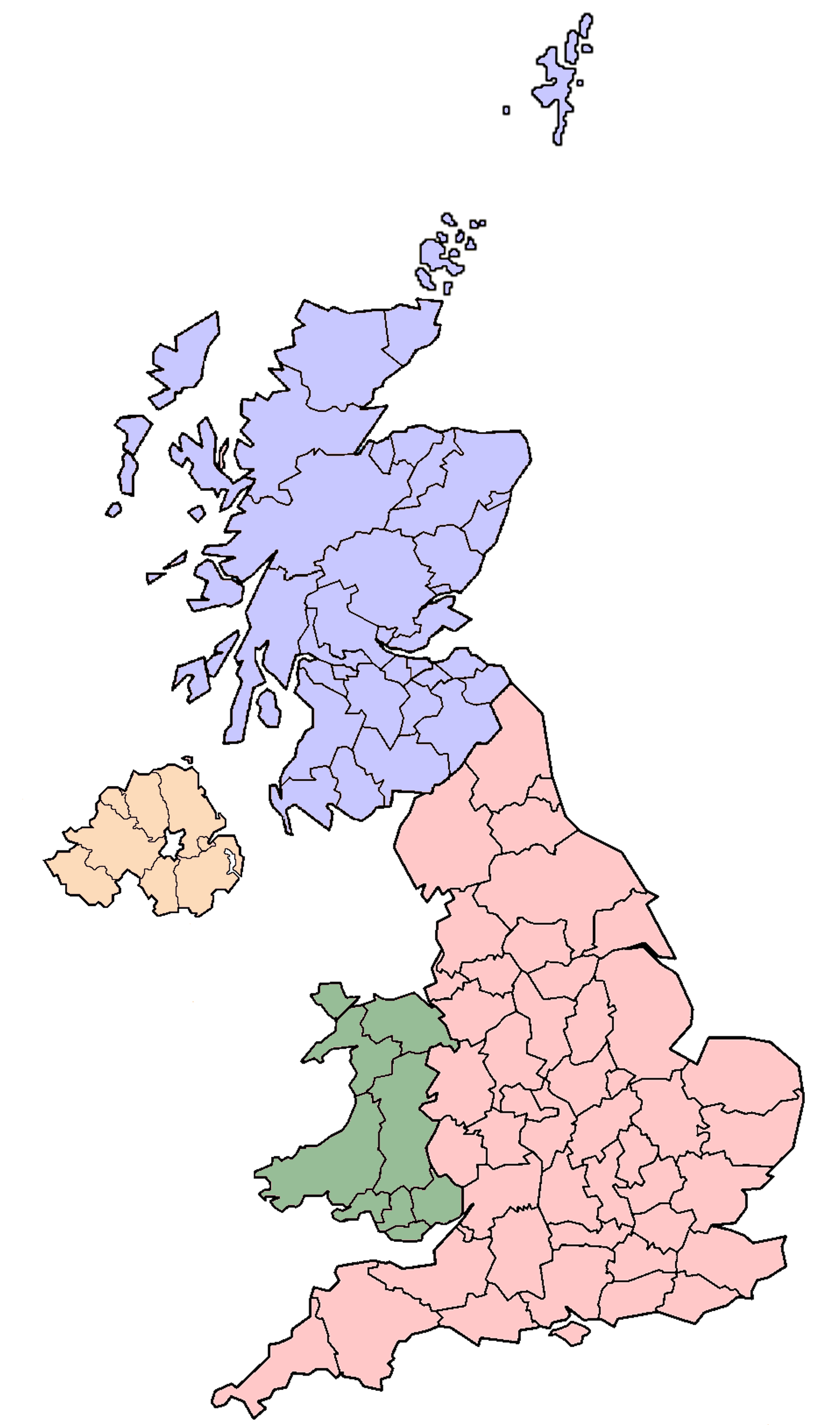
المقاطعات التشريفية للمملكة المتحدة وتظهر أيرلندا الشمالية باللون البرتقالي

## المقاطعات التشريفية
مثل باقي المملكة المتحدة، أيرلندا الشمالية تقسم إلى مقاطعات تشريفية (lieutenancy areas). هذه المقاطعات لها لورد نائب ( Lord Lieutenant) ممثل للتاج البريطاني.  أيرلندا الشمالية في ثمانية مقاطعات تشريفية وهي أنترم وداون وفيرمانه وتيرون ومقاطعة لندنديري ومدينة لندنديري ومدينة بلفاست.

## مقاطعات سابقة
المقاطعات السابقة والتي شكلت جزء من مقاطعات أيرلندا الشمالية الستة الحالية هي:
- مقاطعة كوليرين شكلت من مناطق أوكاهانز (O'Cahans) في عام 1584 بوساطة الملكة إليزابيث الاولي وشكلت أساس مقطعة لندنديري المعاصرة.
- كاريكفرجس كانت مقاطعة سابقة بنفسها وتمتد أكبر من بورو كاريكفرجس المعاصر. وتم دمجها لمقاطعة أنترم عام 1777.
- أنترم وبلاثويك (Blathewyc) وكراغفيرس و(Cragferus) كولراث (Coulrath) وديل أرت (del Art) ودون (Dun) ولادكاثل (Ladcathel) وتويسكارد (Twescard) كانت السبع مقاطعات التي شكلت إيلرية إلشتر في عام ألف وثلاثمائة وثلاثة وثلاثون.[6][7]
- في عام 1549 كانت إلشتر تدعى مقاطعة وكانت تحتوي على بارونيات وهي:
- أرد - Arde
- بنتري - Bentry
- دوندالك - Dondalk
- دوفرينز - Dufferens
- جاليغ - Gallagh
- غرينكاسل - Grenecastle
- كروفيرجس - Kroghfergous
- لاكايل - Lacayall
- مالين - Maulyn
- تسكارد - Twscard
- غلينز - Glyns.[7]